# Château de Beauvoir (Échassières)
Pour les articles homonymes, voir Château de Beauvoir.
Le château de Beauvoir est un château fort situé sur la commune d'Échassières, dans le département de l'Allier, en France.

## Localisation
Le château est situé à 1 km à l'est du bourg, près de la D 998, à la lisière de la forêt des Colettes.

## Historique
La seigneurie et le château de Beauvoir appartiennent du XIIe siècle au début du XVIe siècle à la famille Le Loup, importante famille du Bourbonnais, puis passe par mariage à la famille d'Alègre qui les conserve jusqu'en 1775. Le château change ensuite plusieurs fois de propriétaires.
Aujourd'hui, le château est le siège de la Société des kaolins de Beauvoir, qui exploite les gisements de kaolin de la forêt des Colettes, réputés pour leur pureté.
L'édifice est inscrit partiellement au titre des monuments historiques par arrêté du 9 décembre 1929.